# Paul Martineau (compositeur)
Pour les articles homonymes, voir Paul Martineau et Martineau.
Paul Martineau est un compositeur français né à Nantes le 20 août 1890  et mort  à Igny le 14 septembre 1915.

## Biographie
En 1910, il fonde avec Maurice Duhamel, l'Association des compositeurs bretons, que René Dumesnil baptise La Cohorte bretonne, à laquelle se joignent Louis Aubert, Charles-Augustin Collin, Paul Ladmirault, Paul Le Flem, Joseph-Guy Ropartz et Louis Vuillemin, surnommés Les Huit en référence aux Cinq russes et aux Six français. 
Il apprend le breton pour communiquer avec les musiciens bretonnants de l'association et se veut un lien entre les deux cultures en « purgeant la musique bretonne classique des « biniouseries » excessives » pour la rendre universelle. Pour lui, se réclamer d'un seul pays ou d'aucun sont deux mêmes appauvrissements. Il souhaite « développer celtiquement ses idées musicales » plutôt que de « développer des idées musicales celtes » et met ce principe en pratique au travers de sa Petite suite orchestrale sur des airs populaires nantais, publiée à titre posthume en 1919, comparée pour son inspiration et sa profondeur à la Suite sur des airs angevins de Guillaume Lekeu. Il a tout juste le temps de voir exécutées de son vivant quelques œuvres à l'originalité puissante comme sa Sonate pour violon et piano composée en 1911. 
La mort à vingt-cinq ans du plus jeune membre de l'Association des compositeurs bretons est considérée comme une perte importante pour le développement de la musique classique bretonne. 
Le Dictionnaire des compositeurs de musique en Bretagne de Vefa de Bellaing p178 à 180 parle de cet esprit indépendant et généreux. 